# Ujigami
În religia șintoistă, ujigami (氏神?) este zeul sau spiritul păzitor al unui loc anumit. Majoritatea ujigami se gasesc în mediu natural, de exemplu în lacuri și păduri. Când oamenii observă prezența de ujigami, ei construiesc sanctuare (jinja) în onoarea acestora.